# Maison de Victor Hugo
Pour les articles homonymes, voir Hugo et Victor Hugo.
La maison de Victor Hugo est un musée monographique parisien, situé au 6, place des Vosges, dans le 4e arrondissement, qui préserve l’ancien hôtel de Rohan-Guémené où Victor Hugo loua l'appartement au deuxième étage pendant seize ans, de 1832 à 1848.
Il s'agit d'un des 14 musées de la Ville de Paris gérés depuis le 1er janvier 2013 par l'établissement public administratif Paris Musées.

## Histoire
C'est en 1832 que Victor Hugo quitte avec sa famille la rue Jean-Goujon pour un appartement de 280 m2 situé au deuxième étage de l'hôtel de Rohan-Guémené - ou hôtel de Lavardin - qu'il loue à sa propriétaire Mme Péan de Saint-Gilles par l'intermédiaire du gendre de cette dernière, le notaire Bellanger. Il y connaîtra seize années de vie mondaine, politique et familiale. Durant son séjour en ces lieux, il reçoit ses amis Lamartine, Alfred de Vigny, Alexandre Dumas, Honoré de Balzac, Prosper Mérimée ou encore Sainte-Beuve, et y vit le mariage de sa fille Léopoldine puis le drame de Villequier en 1843.
Dans le cabinet de travail, il écrit plusieurs de ses œuvres majeures : Lucrèce Borgia, Les Burgraves, Ruy Blas, Marie Tudor, Les Chants du crépuscule, Les Voix intérieures, Les Rayons et les Ombres, une grande partie des Misérables, le début de La Légende des siècles et des Contemplations. Durant son séjour, il est élu à l'Académie française, nommé Pair de France, puis député de Paris.
L'appartement connaît après 1848 diverses transformations qui ne permettent plus d'en reconstituer précisément le cadre d'origine, comme la disparition des couloirs et du balcon sur la place, bien qu'il ait toujours conservé sa superficie originelle. Par ailleurs, la vente aux enchères et la dispersion des biens de la famille Hugo en 1852 ne permet pas d'en reconstituer fidèlement le mobilier. L'Institution Jauffret, hébergée dans l'hôtel à partir de 1860, n'y reste que quelques années. À la suite de la cession à la Ville de Paris de la partie centrale de l'hôtel par les héritiers d'Antoine François Passy en 1873, le musée et ses collections ont été constitués à l'initiative et autour du don réalisé par Paul Meurice, ami et exécuteur testamentaire du poète, à la Ville de Paris en 1902, année du centenaire de la naissance de Victor Hugo. La collection réunissait des dessins de l'écrivain, des photographies, des manuscrits, des éditions, des éléments de mobilier et de nombreux souvenirs. L'inauguration a lieu le 30 juin 1903,,.
Le musée a été fermé du 15 avril 2019 au 5 novembre 2020 pour des travaux de réaménagement du circuit de visite et la création d’un atelier pédagogique et d’un salon de thé donnant sur la cour intérieure qui sera végétalisée.

## Présentation

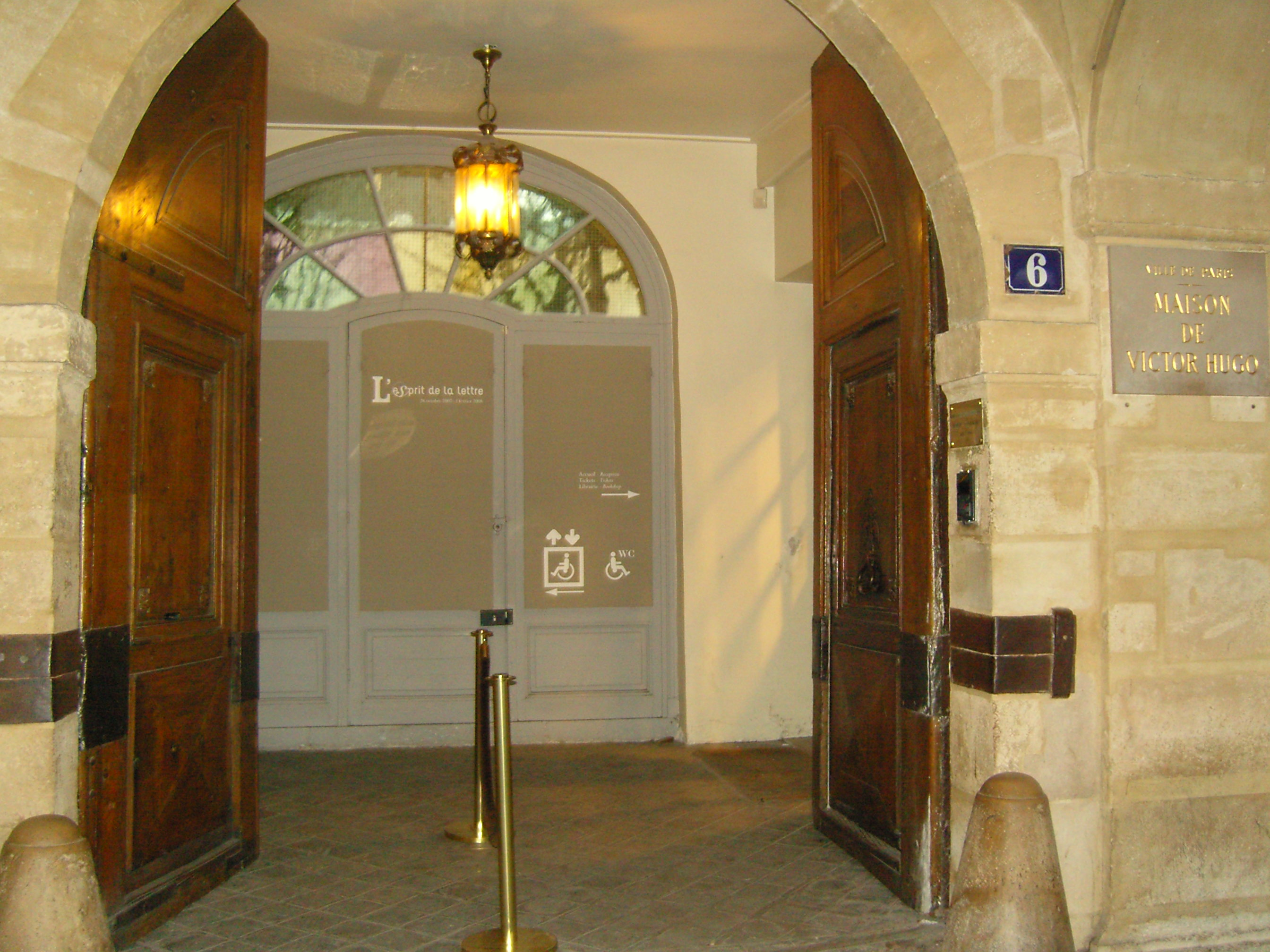
L'entrée du musée.

La visite du musée permet de découvrir l'appartement occupé par la famille Hugo au deuxième étage, et plusieurs salles d'exposition au premier étage.
L'appartement se présente sous forme de sept pièces en enfilade, qui évoquent chronologiquement le parcours de l'écrivain : avant l'exil, pendant l'exil, depuis l'exil. L'antichambre présente sa jeunesse, les premières années de son mariage avec Adèle Foucher ; le salon rouge évoque son séjour place Royale (ancien nom de la place des Vosges) à l'aide de tableaux et documents divers ou encore grâce au buste de Victor Hugo par David d'Angers. Cette pièce a donc connu le passage de nombreux autres artistes romantiques tels que Théophile Gaultier, ou encore Sainte-Beuve.
Le salon chinois et les deux pièces qui suivent évoquent l'exil de 1852 à 1870. Une pièce présente le séjour à Hauteville House, à Guernesey, ainsi que de nombreuses photographies de l'écrivain et de sa famille prises par Charles Hugo et Auguste Vacquerie lors de leur exil à Jersey, de 1852 à 1855. Le salon Chinois est constitué de meubles se trouvant à l’origine dans la maison de Juliette Drouet à Guernesey (Hauteville Fairy). Cette décoration est particulièrement travaillée par Hugo, comportant de nombreux détails notamment les initiales d’Hugo (V.H) et de sa maîtresse (J.D), sur les tapisseries.
L'avant-dernière salle, nommée Cabinet de travail, évoque le retour de la famille dans la capitale en 1870, et les dernières années de l'écrivain dans son appartement de l'avenue d'Eylau, qu'il occupe à partir de 1878, à l'aide du mobilier d'origine. On peut y contempler son très célèbre portrait par Léon Bonnat. La dernière salle reconstitue la chambre mortuaire en 1885, avenue d'Eylau.
L'appartement du premier étage présente régulièrement des expositions temporaires, et, par roulement, les six cents dessins que possède le musée, sur les trois mille qu'exécuta l'écrivain. Ceux-ci évoquent des éléments d'architecture ou encore maritimes. Le cabinet d'estampes et la bibliothèque, qui abrite onze mille ouvrages sur la vie et l'œuvre de Victor Hugo, sont ouverts, sur rendez-vous, aux chercheurs.
Le musée est ouvert de 10 h à 18 h sauf les lundis et jours fériés. Comme dans la plupart des musées de la Ville de Paris, l'accès aux collections permanentes est gratuit.